# Бонифачо
Бонифачо (фр. Bonifacio, корз. Bunifaziu) је насељено место у Француској у региону Корзика, у департману Јужна Корзика.
По подацима из 2011. године у општини је живело 2938 становника, а густина насељености је износила 21,23 становника/km².

## Демографија
| 1962. | 1968. | 1975. | 1982. | 1990. | 2011. |
| ----- | ----- | ----- | ----- | ----- | ----- |
| 2.418 | 2.431 | 2.693 | 2.736 | 2.683 | 2.938 |